# リヒャルト・ヴィルシュテッター
リヒャルト・マルティン・ヴィルシュテッター（Richard Martin Willstätter, 1872年8月13日 - 1942年8月3日）はドイツの化学者。クロロフィルの構造の決定や他の植物色素の研究により1915年にノーベル化学賞を受賞した。また、ミハイル・ツヴェットとは別にペーパークロマトグラフィーを開発した。

## 生涯
カールスルーエのユダヤ人の家に生まれる。カールスルーエで学校に通っていたが、一家がニュルンベルクに引っ越すと工科学校に入学。18歳のときミュンヘン大学に入学して科学を学び、15年間そこに在籍した。化学科でアドルフ・フォン・バイヤーの下で学んで、1894年にコカインの構造の研究で博士号を取得。その後は研究員となる。バイヤーの助手としてアルカロイドの構造の研究を続け、いくつかを合成した。1896年に講師となり、1902年に臨時教授となった。
1905年にチューリッヒ工科大学の教授になり、クロロフィルの研究を始めた。彼は構造を解析し、血液色素であるヘムがクロロフィル中で見つかったポルフィリン化合物に類似していることを示した。次いで1912年、ベルリン大学の化学教授とベルリンのカイザー・ヴィルヘルム化学研究所の所長を務め、花や果物の色素の構造解析の研究をした。第一次世界大戦によって研究が中断されたとき、フリッツ・ハーバーの要求により、ガスマスクの開発をした。
1916年にヴィルシュテッターはミュンヘン大学のバイヤーの後任になった。1920年代には酵素反応機構の研究を行い、酵素が生物的な有機物でなく、化学物質であることを証明するために多くのことを行った。1930年に誤りが証明されるまで、酵素が自然界の非タンパク質であるという彼の見解は広く支持された。
ユダヤ人であった彼は1924年に反ユダヤ主義の圧力に抗議し、ミュンヘン大学を辞職した。その後国内外から役職などの申し出があったが全て断り、ミュンヘンで隠遁生活をした。1939年からはスイスのロカルノ近郊に移り住み、亡くなるまでの3年間は自伝を書いて過ごした。1942年、心臓発作で死去。
自伝 Aus meinem Leben がドイツで出版されたのは1949年のことである。1965年には英訳され From My Life として出版された。

## 受賞歴
- 1915年 ノーベル化学賞
- 1932年 デービーメダル
- 1933年 ウィラード・ギブズ賞